# Mankato (Minnesota)
Mankato es una ciudad ubicada en el condado de Blue Earth en el estado estadounidense de Minnesota. En el Censo de 2010 tenía una población de 39 309 habitantes y una densidad poblacional de 831,31 personas por km². Se encuentra junto al río Minnesota, en el lugar donde este forma un brusco giro hacia el noreste, para posteriormente desaguar en el río Misisipi.

## Geografía

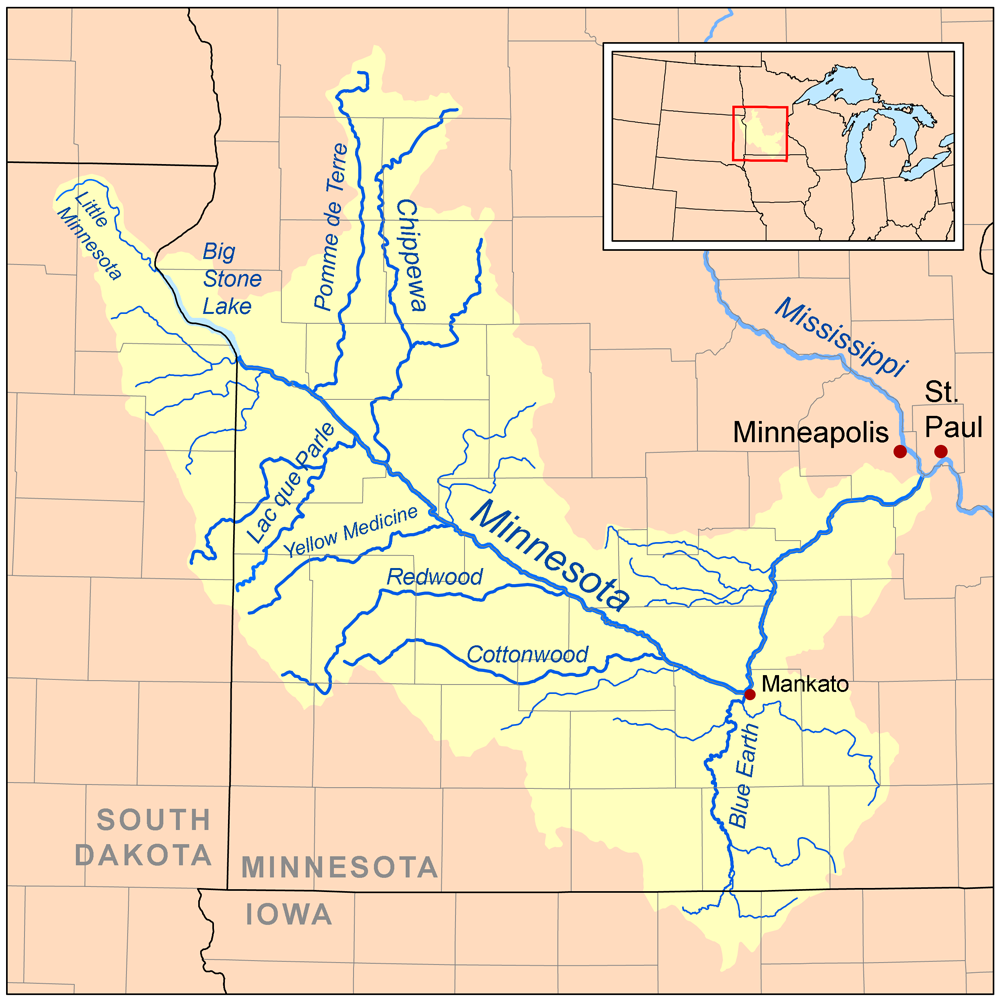
Mapa del río Minnesota donde aparece en su curso medio, Mankato

Mankato se encuentra ubicada en las coordenadas 44°10′14″N 93°58′46″O / 44.17056, -93.97944. Según la Oficina del Censo de los Estados Unidos, Mankato tiene una superficie total de 47.29 km², de la cual 46.38 km² corresponden a tierra firme y (1.92%) 0.91 km² es agua.

## Demografía
Según el censo de 2010, había 39309 personas residiendo en Mankato. La densidad de población era de 831,31 hab./km². De los 39309 habitantes, Mankato estaba compuesto por el 89.94% blancos, el 4.03% eran afroamericanos, el 0.34% eran amerindios, el 2.78% eran asiáticos, el 0.04% eran isleños del Pacífico, el 0.81% eran de otras razas y el 2.07% pertenecían a dos o más razas. Del total de la población el 2.93% eran hispanos o latinos de cualquier raza.